# Tagessatz
Bei der Ermittlung eines Geldbetrages ist der Tagessatz (in Österreich wird auch die Bezeichnung Tagsatz verwendet) die pro Tag angesetzte Berechnungseinheit. Der Begriff wird in verschiedenen Bereichen benutzt.

## Kosten, Honorare
Honorare und Kostensätze für Dienstleistungen, die nicht pauschal, sondern nach Zeitaufwand vergütet werden, werden meist nach Stunden- oder Tagessätzen berechnet. Der Tagessatz ist dabei der Einzelpreis eines Personentags. Der Stundensatz beträgt üblicherweise ein Achtel des Tagessatzes.

### Tagessätze bei Dienstreisen
Bei Dienstreisen wird Arbeitnehmern der Mehraufwand in Form pauschalierter Tagessätze erstattet. Die Höhe der Tagessätze richtet sich nach den durchschnittlichen Kosten im jeweiligen Reiseland und teilweise – insbesondere im öffentlichen Dienst – auch nach der Dienststellung des Betroffenen.

## Tagessätze in der Wohnungslosenhilfe
Wohnungslosenhilfe wird von einigen Städten, Gemeinden oder Behörden als tageweise finanzielle Unterstützung in Form von Tagessätzen ausgezahlt.

## Tagessätze im Strafrecht
Im deutschen, österreichischen, liechtensteinischen und schweizerischen Strafrecht werden Geldstrafen nach Tagessätzen berechnet und verhängt.
Ziel ist es, Menschen mit unterschiedlichem Einkommen verhältnismäßig gleich hart zu bestrafen. Dazu werden – zumindest theoretisch – das monatliche oder jährliche Einkommen und eventuell zwingend notwendige Ausgaben eruiert und das durchschnittliche Einkommen pro Tag errechnet. In Deutschland wird gemäß § 40 StGB das Nettoeinkommen angesetzt (seit 1. Oktober 2023 legt § 40 Absatz 2 Satz 3 StGB fest, dass das Gericht darauf achten muss, dass das unerlässliche Existenzminimum verbleibt). Im Urteil werden dann Anzahl und Höhe der Tagessätze angegeben. Ratenzahlungen oder die Umwandlung in gemeinnützige Arbeit können bei Bedarf gewährt werden, was in Deutschland normalerweise auf Antrag auch getan wird. Ist die Forderung auch mittels Gerichtsvollzieher uneinbringlich, wird eine Ersatzfreiheitsstrafe verhängt. Wenn der Betroffene zwar zuvor nicht zahlen konnte oder wollte, sich aber während dieser Ersatzfreiheitsstrafe zur Zahlung des anteiligen Restes entscheidet bzw. dieser Rest von Angehörigen oder Freunden übernommen wird, kommt er nach Zahlungseingang bei der zuständigen Stelle vorzeitig frei.
Eine Geldstrafe kann zwar formal nicht freiwillig als Ersatzfreiheitsstrafe verbüßt werden, dennoch kann ein Betroffener dies durch Nichtzahlung praktisch erzwingen, wenn die Forderung nicht durch Pfändung, z. B. seines Lohnes, vollstreckt werden kann.

### Tagessätze in verschiedenen Ländern
- In Österreich ist der Tagessatz in § 19 StGB geregelt. Eine Geldstrafe beträgt mindestens 2 Tagessätze. Diese sind jeweils mit 4 Euro bis 5.000 Euro festzusetzen. Die Bemessung erfolgt im Zeitpunkt des Urteils erster Instanz, kann jedoch bei sich unverschuldet verändernden Finanzverhältnissen nach § 31a StGB neu bemessen werden. Bei Uneinbringlichkeit wird für zwei Tagessätze ein Tag Freiheitsstrafe berechnet.
- In Liechtenstein ist die Regelung von § 19 StGB wortgleich. Die Höhe beträgt mindestens 15 Franken und höchstens 5.000 Franken[1] (bis Februar 2023 mindestens 10 und höchstens 1.000 Franken).
- In der Bundesrepublik Deutschland wurden Tagessätze für Geldstrafen durch die Große Strafrechtsreform zum 1. Januar 1975 eingeführt. Sie sind in § 40 StGB geregelt. Es sind mindestens 5 und, sofern nicht im Gesetz anders vermerkt, höchstens 360 Tagessätze zu verhängen. Die Höhe liegt zwischen 1 Euro und 30.000 Euro. In § 43 StGB ist die Ersatzfreiheitsstrafe festgelegt, wobei ein Tag Freiheitsstrafe zwei Tagessätzen Geldstrafe entspricht. Bei Geldstrafen, die vor dem 1. Februar 2024 rechtskräftig geworden sind, entspricht ein Tag Ersatzfreiheitsstrafe einem Tagessatz (Art. 316o Abs. 2 EGStGB).
- In der Schweiz ist in Art. 34 StGB die Bemessung geregelt. Sofern nicht im Gesetz anders festgelegt, ist das Mindestmaß 3 Tagessätze (bis 2017 ein Tagessatz) und das Höchstmaß 180 (bis 2017 360) Tagessätze.[2] Die Höhe beträgt seit 2018 mindestens 30 Franken, ausnahmsweise kann sie, wenn dies die persönlichen und wirtschaftlichen Verhältnisse des Täters gebieten, bis auf 10 Franken gesenkt werden (bis 2017 gab es kein gesetzliches Mindestmaß, aus einem höchstgerichtlichen Urteil wurde ein Mindestmaß von 10 Franken herausgelesen).[3] Der Tagessatz beträgt maximal 3.000 Franken. Laut Art. 36 StGB entspricht ein Tagessatz einem Tag Freiheitsstrafe. Auf Gesuch des Verurteilten kann die Geldstrafe in gemeinnützige Arbeit umgewandelt werden (Art. 79a).[4]